# 库贝拉克
库贝拉克（法語：Coubeyrac，法語發音：[kubeʁak]）是法国吉伦特省的一个市镇，属于利布尔讷区。

## 地理
库贝拉克（44°47'6"N, 0°3'35"E）面积5.61 平方千米，位于法国新阿基坦大区吉倫特省，该省份为法国西南部沿海省份，是法國本土面积最大的省，北起滨海夏朗德省，西临大西洋，南至朗德省，东南接洛特-加龍省，东临多爾多涅省。
与库贝拉克接壤的市镇（或旧市镇、城区）包括：佩勒格吕、让萨克、马叙加、圣拉德贡德。

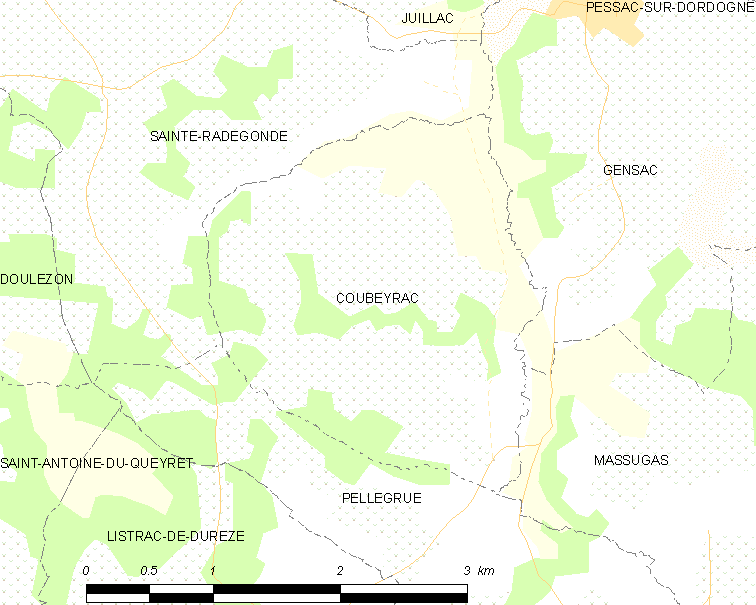
库贝拉克的OSM定位图

库贝拉克的时区为UTC+01:00、UTC+02:00（夏令时）。

## 行政
库贝拉克的邮政编码为33890，INSEE市镇编码为33133。

## 政治
库贝拉克所属的省级选区为多尔多涅山丘县。

## 人口

1962-2008年间库贝拉克人口变化图示

库贝拉克于2022年1月1日时的人口数量为70人。